# Bitwa pod Czarnobylem (1920)

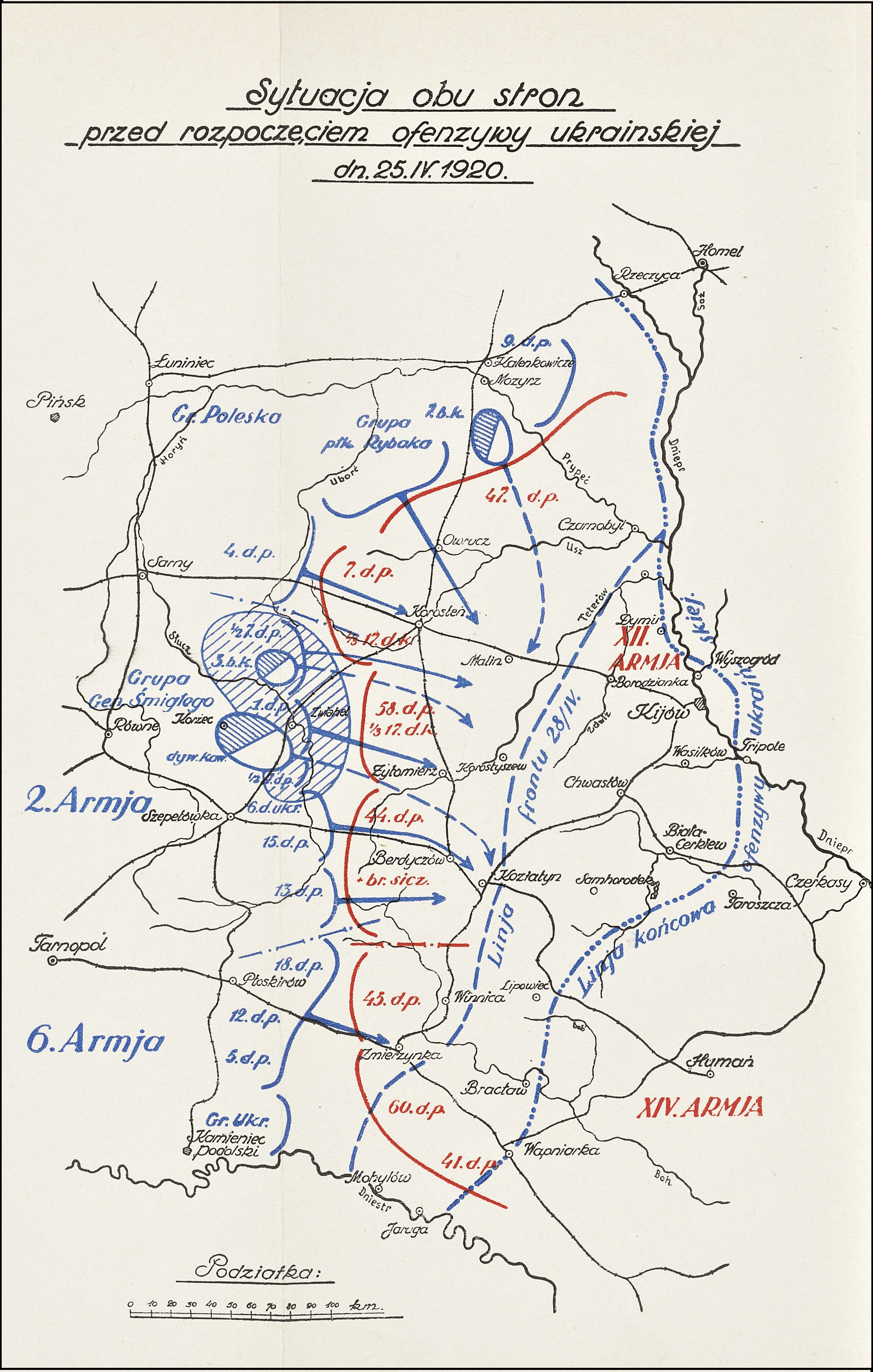
Gen. Tadeusz Kutrzeba
Wyprawa kijowska 1920 roku.

Bitwa pod Czarnobylem (ukr. Битва під Чорнобилем) – bitwa stoczona 27 kwietnia 1920 roku w pobliżu miasta Czarnobyl na północ od Kijowa, w czasie wyprawy kijowskiej podczas wojny polsko-bolszewickiej.
W czasie ofensywy polskiej na Kijów z wojskami walczącymi na Ukrainie współdziałała od północy 9 Dywizja Piechoty generała Władysława Sikorskiego. W pierwszym etapie ofensywy zadanie 9 Dywizji Piechoty polegało na opanowaniu Czarnobyla, dużego portu rzecznego na Prypeci, który stanowił oparcie dla sowieckiej Flotylli Dnieprzańskiej, operującej u ujścia Prypeci, a ponadto był ośrodkiem tyłowym jednostek Armii Czerwonej, działających w kierunku pińskim oraz na obszarze między Prypecią i Teterewem. Do uderzenia na miasto generał Sikorski utworzył Grupę Kawalerii majora Feliksa Jaworskiego w składzie: 4 dywizjon 1 pułku strzelców konnych, III batalion 34 pułku piechoty, 3 bateria 9 pułku artylerii ciężkiej, 2 bateria 9 pułku artylerii polowej oraz Flotylla Pińska (1 okręt opancerzony, 4 łodzie motorowe).
25 kwietnia o godzinie 4:00 grupa ruszyła z Demowicz traktem czarnobylskim wzdłuż Prypeci. Rzeką, równolegle z oddziałami lądowymi, płynęły jednostki flotylli. W tymże dniu wieczorem, gdy pod Koszarówką grupę majora Jaworskiego ostrzelały jednostki sowieckiej Flotylli Dnieprzańskiej, do walki przystąpiły słabiej uzbrojone polskie łodzie motorowe i uszkodziły 1 okręt, a pozostałe zmusiły do wycofania się w dół rzeki. W Koszarówce zdobyto łodzie do przewozu piechoty i artylerii. Tutaj major Jaworski podzielił grupę na dwie kolumny: jedna, pod jego dowództwem (IV dywizjon 1 pułku strzelców konnych, 10 kompania 34 pułku piechoty, pluton marynarzy, pluton 3 baterii 9 pułku artylerii ciężkiej), miała posuwać się wzdłuż Prypeci i przy wsparciu flotylli uderzyć na Czarnobyl od północy, druga kolumna (dowódca porucznik Kazimierz Galiński), złożona z reszty III batalionu 34 pułku piechoty i 2 baterii 9 pułku artylerii polowej, skierowała się na Czarnobyl od zachodu przez Zalesie. Natarcie obu kolumn miało nastąpić jednocześnie 27 kwietnia o świcie. Czarnobyla broniła 61 Brygada Strzelców, wsparta dwunastoma okrętami Flotylli Dnieprzańskiej, uzbrojonymi w działa i ciężkie karabiny maszynowe. Kolumny polskie wyruszyły wieczorem 26 kwietnia. Następnego dnia nad ranem kolumna majora Jaworskiego dotarła do wsi Lelów, gdzie napotkała opór części 61 Brygady Strzelców i okrętów Flotylli Dnieprzańskiej. Dzięki wsparciu Flotylli Pińskiej, która pośpieszyła z pomocą, ściągając na siebie ogień jednostek nieprzyjaciela, kolumna majora Jaworskiego przełamała obronę sowiecką i otworzyła sobie drogę na Czarnobyl. Była jednak opóźniona w stosunku do drugiej kolumny. Jako pierwsza 27 kwietnia o godzinie 4:00 uderzyła na Czarnobyl kolumna porucznika Galińskiego. Mimo twardego oporu nieprzyjaciela i silnego ognia artylerii z okrętów, piechurzy 34 pułku piechoty, doskonale wspierani przez 2 baterię 9 pułku artylerii polowej, zdobyli cmentarz i pas ogrodów otaczających miasto od zachodu. Po godzinie (opóźniona wskutek walki pod Lelowem) pod Czarnobyl przybyła kolumna majora Jaworskiego z Flotyllą Pińską. Jej brawurowe natarcie w ciągu kilkunastu minut przerwało obronę sowiecką i zmusiło Sowietów do pospiesznego odwrotu. Polska kanonierka „Pancerny I”, trzy kutry uzbrojone i motorówka opancerzona zaatakowały sześć silnie uzbrojonych kanonierek rosyjskich. W pierwszym etapie bitwy radzieckie okręty zajęły pozycje w odległości 7–8 km od miasta, na zakolu rzeki pod lasem, ustawiając się burtami do szerokiego na 600 do 1000 m koryta rzeki. Kutry uzbrojone nie wzięły udziału w pierwszej fazie bitwy. Pojedynek artyleryjski prowadziły "Pancerny I" i motorówka opancerzona "Pancerna". Podczas wymiany ognia około godziny 7:40 „Pancerny I” trafił pociskiem w komorę amunicyjną kanonierki „Gubitielnyj” i zatopił ją wraz z załogą. Pozostałe radzieckie okręty podniosły kotwice i zaczęły uciekać ku ujściu Prypeci. Bitwa przekształciła się w pościg prowadzony przez wszystkie polskie jednostki za wycofującym się przeciwnikiem. Podczas pościgu trafione i uszkodzone zostały "Mudryj" i "Mołnijenosnyj". Pościg przerwano po godzinie 12:00, gdy „Pancerny 1” został trafiony w część dziobową. Poza tym odrzuty źle zamocowanej dziobowej armaty górskiej „Magdy” spowodowały obluzowanie nitów części podwodnej okrętu i w rezultacie przeciek w maszynowni i części dziobowej, woda  zaczęła sięgać kolan i obsługa pomp nie nadążała z jej usuwaniem. W porcie czarnobylskim poddano jednostkę remontowi.
Flotylla Dnieprzańska wycofała się do ujścia Prypeci, a jednostki polskie zawróciły do Czarnobyla. W porcie zdobyto jedną uszkodzoną kanonierkę, cztery uzbrojone statki, trzy kutry motorowe, które zasiliły Flotyllę Pińską.

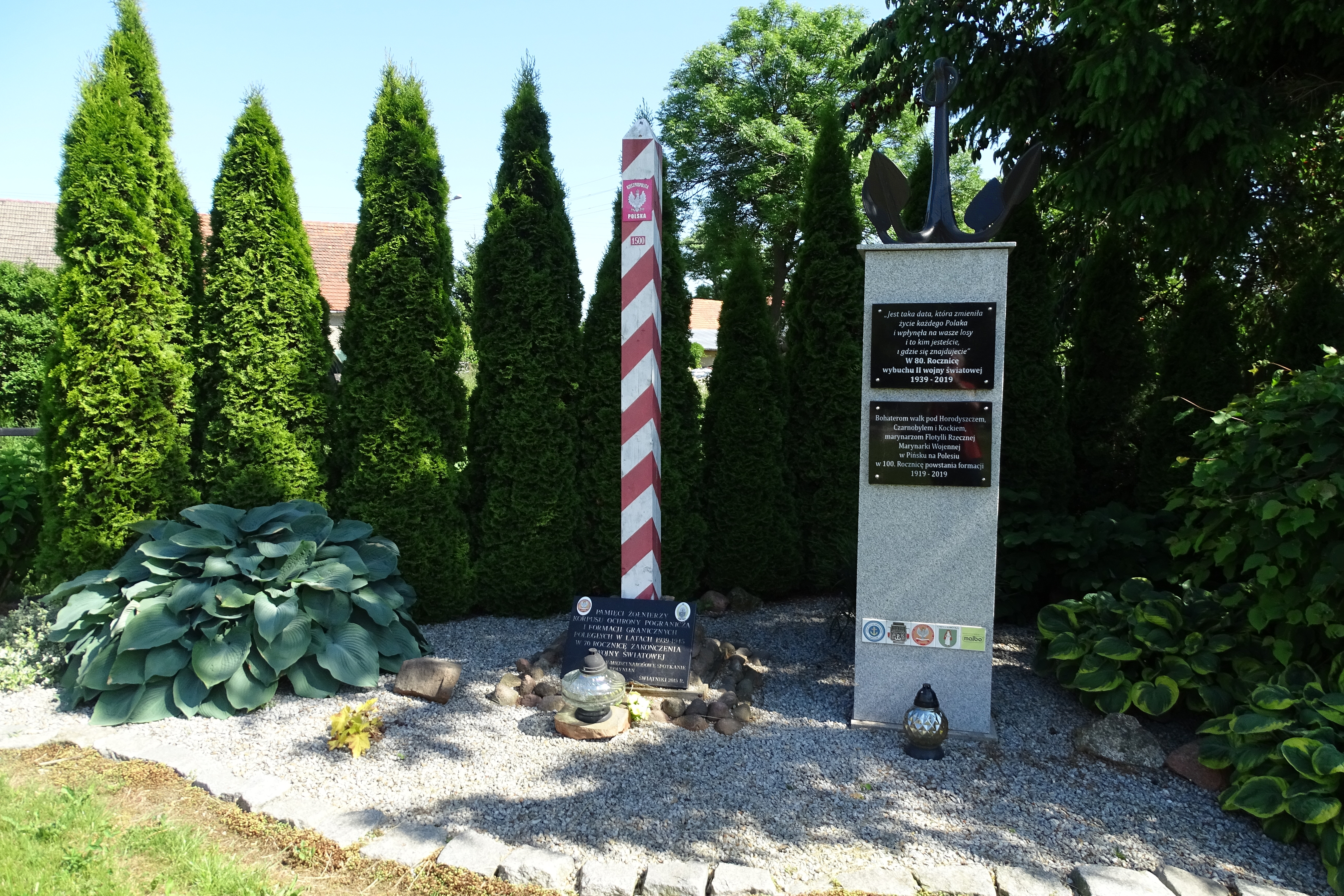
Pomnik przy kościele w Świątnikach upamiętniający marynarzy Flotylli Rzecznej Marynarki Wojennej w Pińsku i bitwę tej floty pod Czarnobylem.

Walki pod Czarnobylem upamiętniono po 1990 na jednej z tablic na Grobie Nieznanego Żołnierza w Warszawie napisem „CZARNOBYL 27 IV 1920”. Ponadto, we wrześniu 2019 r. przy kościele pw. Matki Bożej Bolesnej w Świątnikach odsłonięto pomnik upamiętniający marynarzy Flotylli Rzecznej Marynarki Wojennej w Pińsku i bitwy tej floty pod Horodyszczem, Czarnobylem i Kockiem.